# Hestefodbold
Hestefodbold er en ridesport, hvor to hold med hver to ryttere konkurrerer om at skubbe en stor bold over det modsatte holds startlinie. Der eksisterer forskellige varianter såsom slalom- og forhindringsbaner.